# Коста-де-Нобили
Коста-де-Нобили (итал. Costa de' Nobili, ломб. La Costa или Costa di Nobil) — коммуна в Италии, находится в регионе Ломбардия, в провинции Павия.
Население составляет 370 человек (2008), плотность населения составляет 34 чел./км². Занимает площадь 11 км². Почтовый индекс — 27010. Телефонный код — 0382.
В коммуне 15 августа особо празднуется Успение Пресвятой Богородицы.

## Демография
Динамика населения:

## Администрация коммуны
- Официальный сайт: